# アガリチン
アガリチン(Agaritine)は、ハラタケ属のキノコの持つヒドラジン系マイコトキシンである。α-アミノ酸、フェニルヒドラジン誘導体である。

## 天然の存在
アガリチンは、ハラタケ属、シロカラカサタケ属、カラカサタケ属の少なくとも24種が持つ天然のマイコトキシンである。これらの種のキノコは、世界中で見られ、幅広い生息地で生育する。ツクリタケ（マッシュルーム）は、南極大陸を除くすべての大陸の70以上の国で栽培されており、先進国において特に社会経済的な重要性を持つ。
アガリチンの含有量は、種間、個体間で様々である。例えば、生のツクリタケの新鮮重量に対する含量は、0.033-0173%、平均0.088%である。また最も含量が高かったのは、子実体のかさやひだで、軸では最も低かった。アガリチンは、収穫から販売までの間に大部分が分解し、また加熱（最大90%）や冷凍（最大75%）によっても容易に分解する。

## 製造
アガリチンは天然のキノコに存在し、栽培ツクリタケから水やメタノールにより抽出できる。
アガリチンの全合成では、反応の収率が88%、全体の収率が33%である。

## 潜在的な毒性
研究室で高用量で扱う際は、発癌性物質として認識されるが、キノコを食べることで摂取する量のアガリチンがヒトに対しての発癌性を持つかについては、根拠が不十分である。